# Пентикяйнен, Тейво
Тейво Пентикяйнен (фин. Teivo Pentikäinen; 1917, Выборг, Великое княжество Финляндское — 12 июня 2006, Эспо, Финляндия) — финский математик и актуарий, автор книги «Практическая теория риска для актуариев», почётный профессор Хельсинкского университета (1977).

## Биография
Родился в 1917 году в городе Выборге, в Великом княжестве Финляндском.
В 1944 году окончил Хельсинкский университет (годы советско-финской (1939—1940) и войны-продолжения (1941—1944) существенно задержали процесс обучения).
Свою вторую работу Пентикяйнен получил как актуарий в отделе страхования при финском Министерстве социальных дел и здоровья. Отдел отвечал за разработку страхового законодательства (как для частного. так и для социального страхования), а также для страхового надзора.
Работая актуарием, в 1947 году защитил диссертацию на соискание ученой степени доктора философии. Диссертация была посвящена аддитивным свойствам алгебраических функций. Позднее занимался прикладной математикой и её практичными приложением.
На протяжении жизни частично преподавал в университете и в 1977 году был удостоен звания почётного профессора Хельсинкского университета.
В 1948 году был избран заведующим отдела страхования Министерства социальных дел и находился на этой должности до 1962 года. В этот период играл значительную роль в развитии финских накопительных пенсионных схем, которые были введены в 1962 году и до настоящего времени используются частными страховыми компаниями и пенсионными фондами. Возглавлял комиссию, разрабатывавшую соответствующее законодательство, а также завершившую полную реформу деятельности страховых компаний с внедрением новой системы платежеспособности, основанной на новых методах теории риска и привела к развитию стандартных методов резервирования, развитию методов перестрахования, и, как следствие, — к улучшению управления резервами компаний. Также принимал активное участие в развитии финского автострахования персонала.
В 1962 году стал первым президентом и CEO вновь созданной пенсионной страховой компании Илмаринен (фин. Ilmarinen), проработав в этой должности до 1977 года. Компания была одной из первых, которая стала применять пенсионные схемы, разработанные Пентикяйненем в период его работы в Министерстве социальных дел.
В 1977 году вышел на пенсию и полностью посвятил себя научным исследованиям, в течение почти 30 лет занимаясь развитием современной теории риска. Понимая, что явные аналитические модели не описывают должным образом сложные страховые процессы, одним из первых использовал компьютерное моделирование и, так называемые численные методы Монте-Карло для решения задач теории риска.
В начале 1980-х получил заказ от финского Министерства социальных дел и здоровья на исследование платежеспособности финских страховых компаний, занимавшихся страхованием имущества. Благодаря этому, собрал вокруг себя группу актуариев, которая, помимо прочего, в 1982 году опубликовала книгу «Платежеспособность страховщиков и уравнивание резервов».
Опубликовал несколько работ по теории риска. Кроме многочисленных статей, в 1955 году на финском языке вышла книга «Теория риска». Впоследствии эта книга была существенно переработана в соавторстве с Бердом (R. Beard) и Песоненом (E. Pesonen) и в 1969 году была переиздана на английском языке. В 1989 году вышла его книга «Страховая платежеспособность и финансовая надежность».
Самой известной книгой Пентикяйнена (в соавторстве с Крисом Дайкиным (C. D. Daykin) и Марти Песоненом (M. Pesonen)) стала «Практическая теория риска для актуариев» англ. «Practical Risk Theory for Actuaries», опубликованная в 1994 году.
Принимал активное участие в публичных дискуссиях, публиковал статьи в актуарных журналах и делал доклады на международных конференциях в течение шести десятилетий. Являлся почётным членом международного института актуариев и финского актуарного общества. В 1984 году получил международную награду за лучшую книгу по теории риска.